# Zona metropolitana de Reynosa
La zona metropolitana Reynosa es un área metropolitana de México, conformada por los municipios de Reynosa y Río Bravo en Tamaulipas, ambos fronterizos con el estado de Texas en Estados Unidos, conformando el área metropolitana internacional conocida como Reynosa-Río Bravo-McAllen. Es la vigésimo séptima zona metropolitana más grande de México.

## Características
La zona metropolitana Reynosa-Río Bravo, se conforma por la zona geográfica de estos dos municipios dentro del estado de Tamaulipas. Juntas suman un área total de 4,730.6 metros cuadrados, siendo Reynosa la ciudad más importante de ambas en extensión, ya que aporta 3,146.9 metros cuadrados de tal extensión.
Según datos del INEGI, en el Censo de Población y Vivienda 2020; Reynosa registra 704,767 hab., mientras que Río Bravo registra 132,484 hab. dando un total de 837,251 hab. en esta Zona metropolitana.
Además también se ha incluido en los últimos años por su aumento en relaciones comerciales, económicas, laborales, educativas y en general, con la Cd. de Gustavo Díaz Ordaz, que cuenta con 15,677 hab. por lo que agregando a esta última la Zona Metropolitana de Reynosa-Río Bravo-Díaz Ordaz, estaría en 852,928 hab. solamente en el lado mexicano, ya que esta Zona también abarca parte del Valle de Texas, con ciudades como McAllen, Hidalgo, Palmview, Donna y Progreso, todas en el estado de Texas.
| N.º1 | Municipio | Pob. (hab) | Sup. (km²) | hab./ha |
| ---- | --------- | ---------- | ---------- | ------- |
| 1    | Reynosa   | 630 000    | 3146.9     | 73.3    |
| 2    | Río Bravo | 126,887    | 1583.7     | 55.5    |

## Economía
La zona metropolitana de Reynosa-Río Bravo es una de las más competitivas de México. En 2011 fue clasificada como la primera zona conurbada más competitiva de Tamaulipas. En 2010 poseía un producto interno bruto de $235,544.25 MXN. En gran medida, el crecimiento económico de Reynosa-Río Bravo se encuentra emparentado con la cercana relación con la ciudad estadounidense vecina de McAllen.